# ماذر جونز (مجلة)
ماذر جونز (Mother Jones) هي مجلة أمريكية تقدمية غير ربحية تركز على الأخبار والتعليقات والصحافة الاستقصائية حول موضوعات تشمل السياسة والبيئة وحقوق الإنسان والصحة والثقافة . تشغل كلارا جيفري منصب رئيس تحرير المجلة. تشغل مونيكا باورلين منصب الرئيس التنفيذي منذ عام 2015. نُشرت المجلة بواسطة مؤسسة التقدم الوطني، وهي منظمة غير ربحية، في 2024، اندمجت مع مركز التقارير الاستقصائية.
سميت المجلة على اسم ماري هاريس جونز، المعروفة باسم الأم جونز، وهي ناشطة نقابية أمريكية من أصل أيرلندي، ومدافعة عن الاشتراكية، ومعارضة قوية لعمالة الأطفال.